# Pol Roger

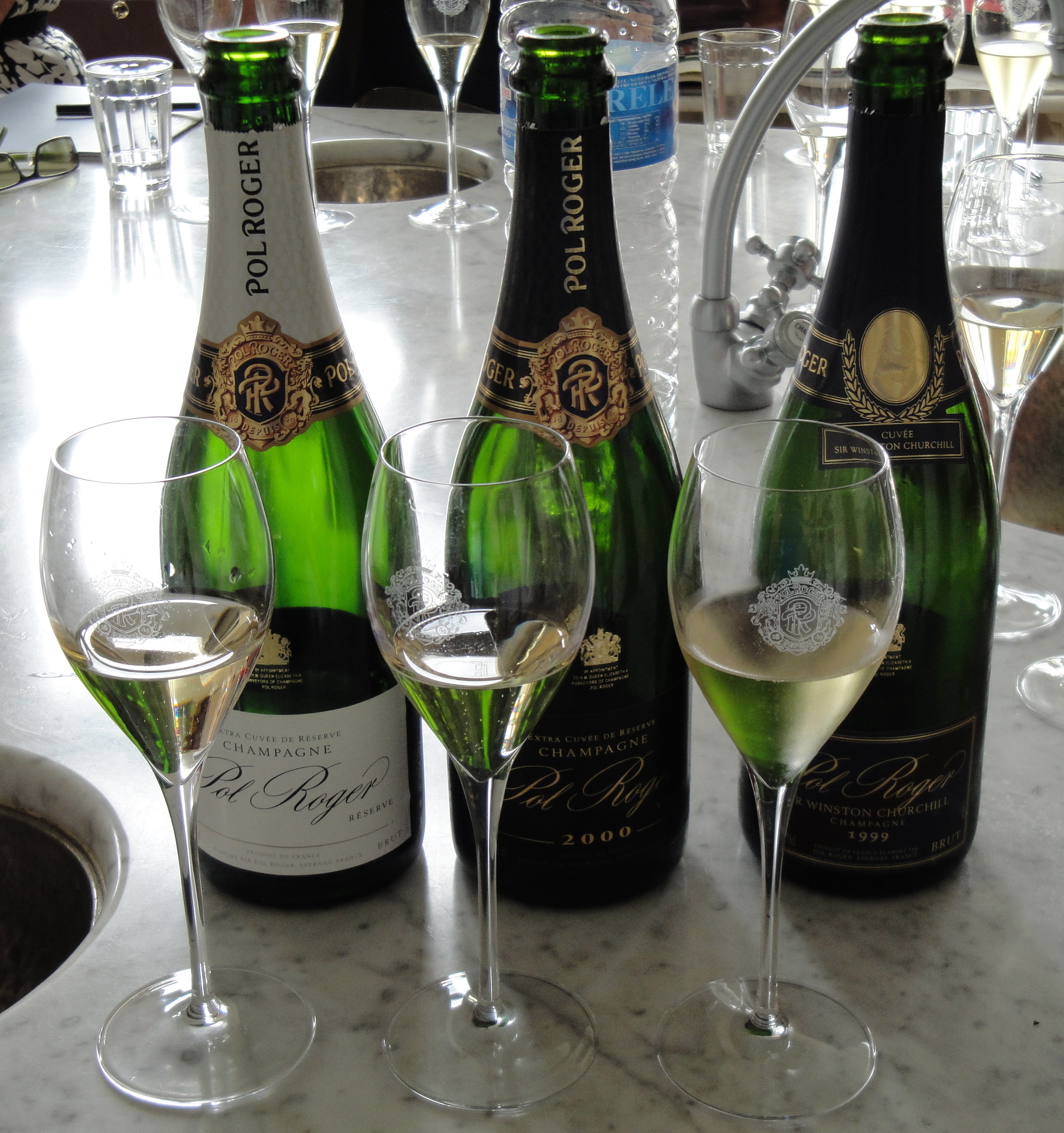
Drie champagnes van Pol Roger.

Pol Roger is naam van een champagne. Deze schuimwijn wordt door het in 1849 gestichte champagnehuis "Champagne Pol Roger" in Épernay geproduceerd.
Pol Roger was de favoriete champagne van Winston Churchill. De Britse staatsman noemde zijn succesvolle racepaard naar de champagne en het champagnehuis noemt zijn cuvée de prestige naar haar beroemde klant de "Cuvée Sir Winston Churchill".
Zoals bij champagnehuizen in Épernay past, is de wijn geassembleerd op basis van een hoog aandeel chardonnay. Dat was vroeger anders; het bedrijf bezat tot aan de misoogsten en de daardoor veroorzaakte druivenschaarste in 1953 en 1955 geen eigen wijngaarden. Men kocht van de boeren druiven, vooral van het ras pinot noir. De rond Épernay gelegen wijngaarden leveren vooral chardonnay, deze druif is dan ook een steeds groter aandeel in de champagne van Pol Roger gaan leveren.
Zo werd Poll Roger van een pinot- een chardonnayhuis.
Het champagnehuis is familiebezit en kan 45 procent van de benodigde druiven zelf oogsten. De rest wordt bij de boeren in de Champagne ingekocht.